# Sturmpanzerwagen Oberschlesien
El Sturmpanzerwagen Oberschlesien ("vehículo de asalto blindado Alta Silesia" del alemán: der Sturm, la tormenta, el asalto; der Panzer, gepanzert, blindaje, blindado; der Wagen, el vehículo, vagón) fue un proyecto de tanque del Imperio alemán de la Primera Guerra Mundial. Fue un diseño radical para un blindado de asalto veloz, aunque ligeramente blindado.
El Oberschlesien incluía una oruga la cual era posicionada bajo el tanque y solo envolvía la mitad de este. El diseño sacrificaba blindaje por velocidad y solo requería de un motor de 180 hp para desplazar sus 19 toneladas, dándole una velocidad promedio de 16 km/h.
El tanque presentaba características bastante avanzadas como un cañón principal montado en la parte superior del chasis en una torreta giratoria, el compartimento de motor separado del compartimento de la tripulación y el motor montado en el extremo posterior.

## Historia
Hacia el final de la Primera Guerra Mundial, había quedado claro que el único tanque alemán operacional, el A7V, era demasiado caro de producir y requería de una tripulación demasiado numerosa. Por lo tanto se decidió que se precisaba de un tanque más ligero que pudiese liderar ataques y que pudiese ser producido en masa.
Trece compañías se presentaron para adjudicarse el contrato y a mediados de 1918, la construcción de un diseño realizado por el capitán Müller fue asignado a la empresa Oberschlesien Eisenwerk de Gliwice, la cual había completado parcialmente dos prototipos en octubre. El proyecto recibió el seudónimo de Oberschlesien (Alta Silesia).
Ninguno de los dos modelos de prueba, ni el mejorado "Oberschlesien II", ya planeado, fueron completados al término de la guerra.